# Dauphin (Manitoba)
Dauphin – miasto w Kanadzie, w prowincji Manitoba. W 2006 r. miasto to na powierzchni 12,65 km² zamieszkiwało 7 906 osób.
Według spisu powszechnego z roku 1996 ludność pochodzenia brytyjskiego (Anglicy, Szkoci, Irlandczycy) stanowili 54,08% populacji, a Ukraińcy 41,04%.